# Militärblache

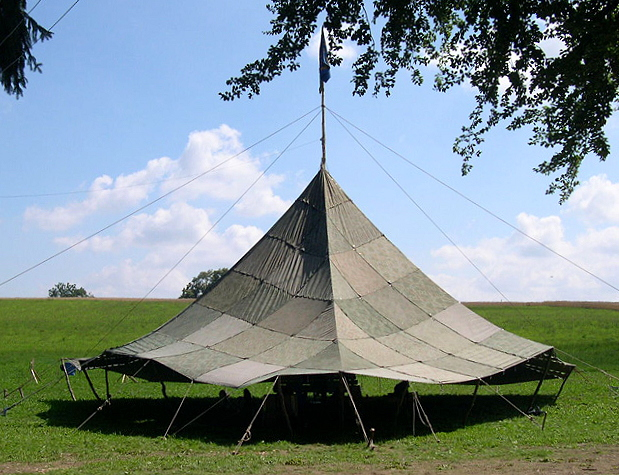
Sarasani aus 108 Militärblachen im Pfadfinderlager

Zeltbahnen, heute meist in Tarnfarbe bedruckt, werden als Regenschutz, als Elemente im Biwakbau und zur Tarnung militärischer Einrichtungen verwendet. Sie sind speziell behandelt und dadurch wasserabstoßend sowie sehr widerstandsfähig gegenüber Abschürfungen und Schmutz. Der Ausdruck Militärblache ist ein rein schweizerischer Ausdruck. In Deutschland und Österreich ist die Zeltbahn trapezförmig.

## Schweizer Militärblache

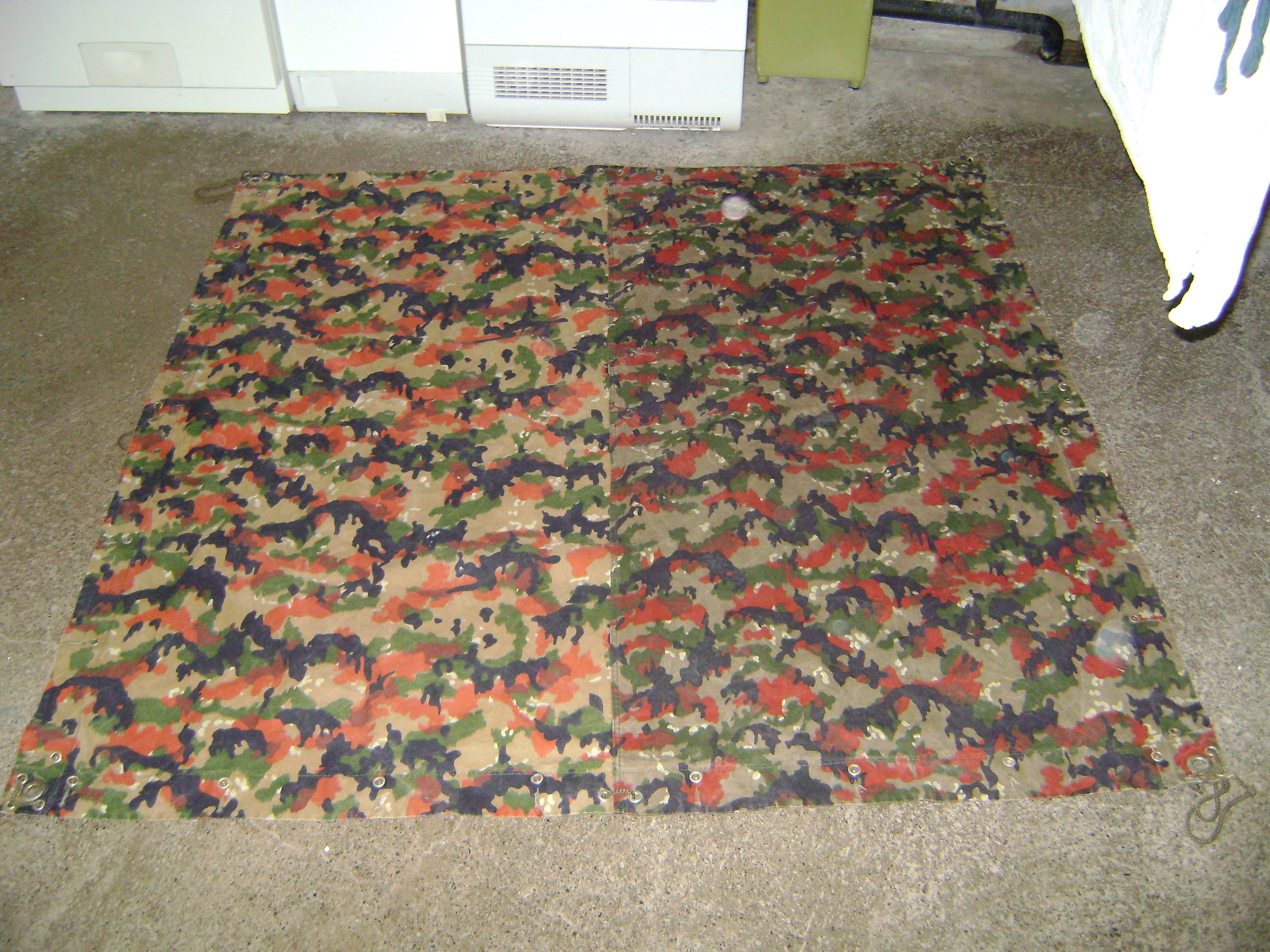
Schweizer Militärblache Vorderseite (Grösse 165 × 165 cm)

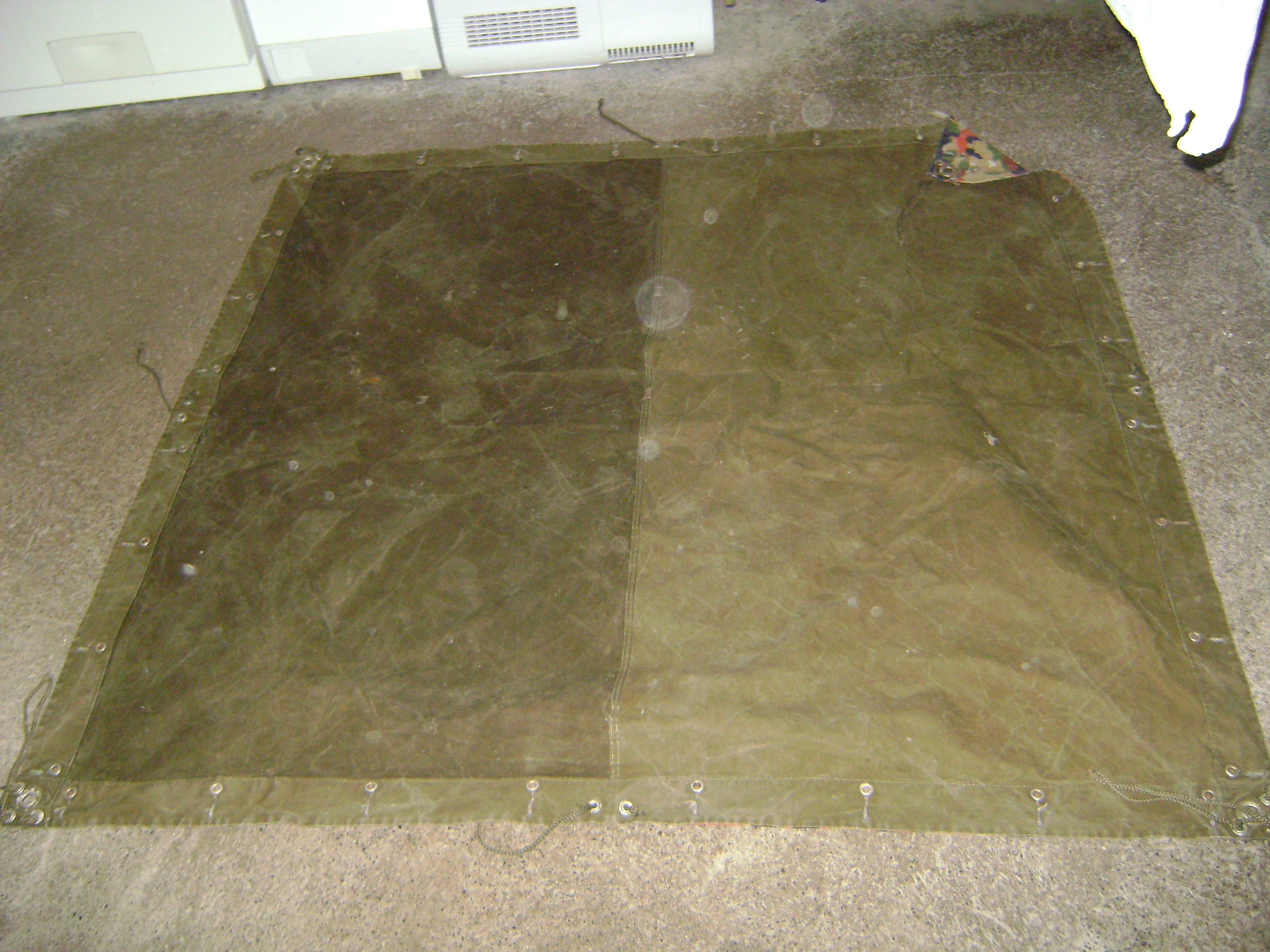
Schweizer Militärblache Rückseite

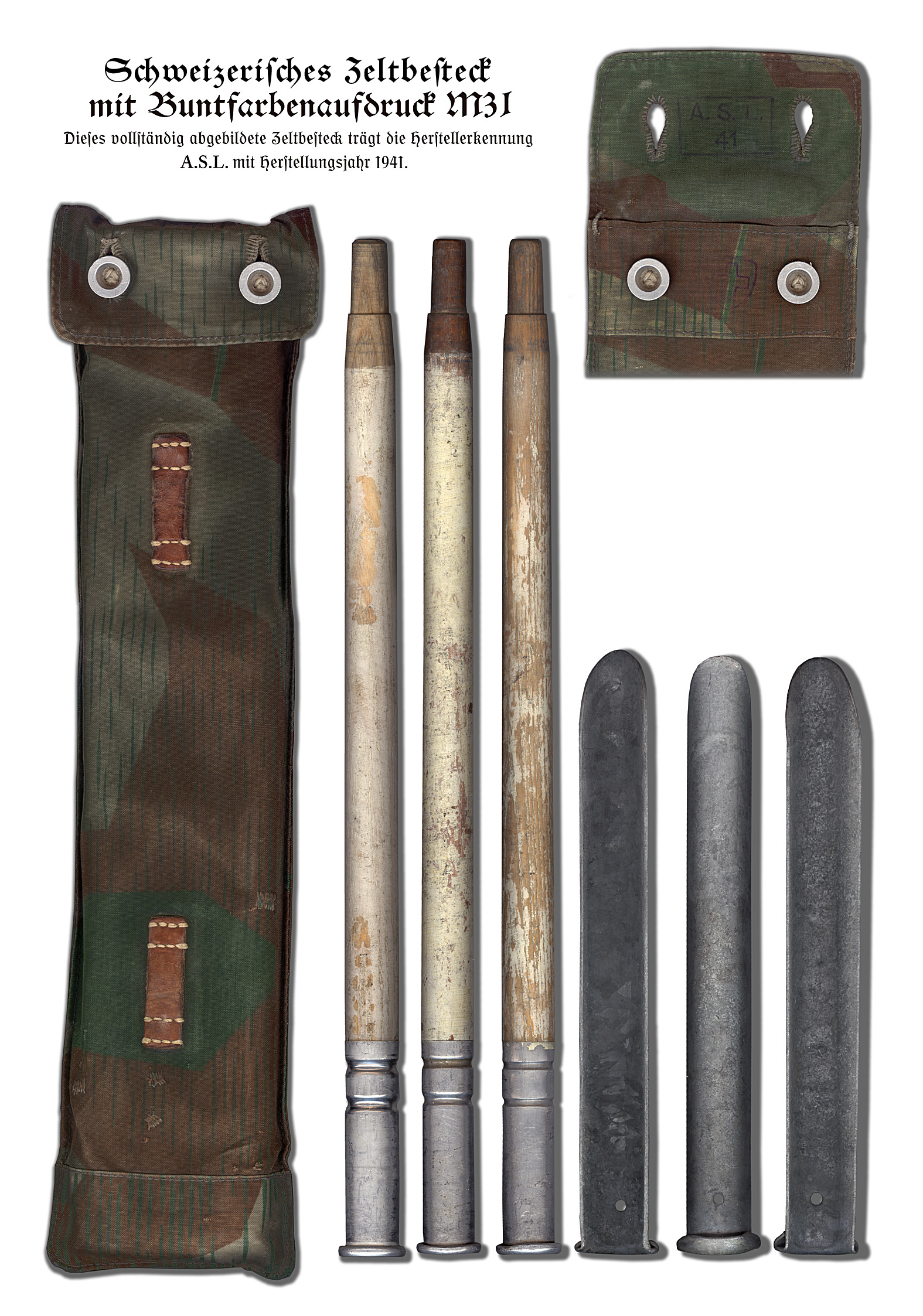
Schweizer Zeltbesteck: Holzstäbe, Heringe, Tasche (1941)

Die offizielle Bezeichnung in der Schweizer Armee lautet Zelt 01 und Zelt 64, wobei die Zahl jeweils für den Jahrgang der Einführung besteht (1901 und 1964). Die beiden Modelle unterscheiden sich im Tarnmuster und zum Teil in der Befestigung der Knöpfe. Diese sind auf die Blache genäht oder genietet, ganz alte Modelle tragen die Knöpfe an einer starken Schnur befestigt, so dass ein Knopf beidseitig verwendet werden kann – dazu wird der Knopf an der Schnur durch die Öse auf die gegenüberliegende Seite gezogen.
Die Schweizer Militärblache ist quadratisch und hat eine Seitenlänge von 165 Zentimeter (alte Blachen 163 cm auf 165 cm). Sie besteht aus chemisch verändertem Baumwollstoff und hat verstärkte Nähte, die ihr eine sehr hohe Reißfestigkeit verleihen. Entlang der Ränder sind insgesamt 32 Knopflöcher und 64 Aluminiumknöpfe in Doppelreihen angebracht, die es ermöglichen, zwei Militärblachen zu verbinden. In jeder Militärblache ist eine herausnehmbare Zeltschnur von zwei Metern Länge eingearbeitet, eine etwa 60 cm lange «Halsschnur» sowie je vier Eck- und Mittelstrippen. In den Ecken befinden sich je eine starke Metallöse als Halterung für eine Zeltstange. Die Blache wiegt trocken 1,25 kg.
Zu jeder Blache gehört ein Pflocksack. Dieser enthält drei Heringe aus Aluminium oder Stahl, und je nach Ausführung entweder drei Zeltpflöcke aus Holz (je 40,5 cm, zusammengesetzt 110 cm lang) oder vier längeren und einem kürzeren Zeltstock aus Aluminium.
Beschädigte Militärblachen wurden früher an einer Ecke mit gelber Farbe gekennzeichnet und als «B-Blachen» oder «Ausschussblachen» bezeichnet. Heute zählen alle beidseitig getarnten Zelttücher als «Ausschussblachen», da die neueren nur auf einer Seite Tarnmuster haben.
Die Blachen dienten in der Armee früher auch als Regenschutz, heute noch zur Tarnung und zum Biwakbau. Durch Zusammenfügen mehrerer Blachen können unterschiedliche Zeltformen in verschiedener Grösse und Form hergestellt werden. In dieser Verwendung sind sie bei Jugendverbänden (Pfadfinder, Cevi, Jungwacht Blauring, BESJ und anderen) beliebt.

## Referenzen
- kennen+können. Cotti, Oberholzer. 10. Aufl., 1984, ISBN 3 7252 0291 5.
- Kennen und Können. Kaderli, Bertschy, Ritter, 1998. ISBN 978-3-7252-0667-4.
- Militärblachen auf YoungstarsWiki.org